# Ferdinand Canu
Ferdinand Philippe Canu, född  den 8 december 1863 i Paris, död den 12 februari 1932 i Versailles, var en fransk paleontolog som speciellt arbetade med mossdjur. Han samarbetade under 1905 till 1931 med den amerikanske paleontologen Ray Smith Bassler, framförallt med mossdjur längs Amerikas kuster. Han tilldelades Daniel Giraud Elliot-medaljen för sitt arbete North American Later Tertiary and Quaternary Bryozoa 1923. Canu utsågs till riddare av Hederslegionen 1931.
Flera mossdjursarter har uppkallats efter Canu som, exempelvis, Hornera canui, Turbicellepora canui, Callopora canui och Ellisina canui.

## Verk
Tillsammans med Ray S. Bassler:
- 1917 — A synopsis of American Early Tertiary Cheilostome Bryozoa
- 1918 — Bryozoa of the Canal Zone and Related Areas
- 1919 — Fossil Bryozoa from the West Indies
- 1920 — North American Early Tertiary Bryozoa
- 1923 — North American Later Tertiary and Quaternary Bryozoa
- 1929 — Bryozoa of the Philippine Region
- 1931 — Bryozoaires oligocènes de la Belgique conservés au Musée royal d'histoire naturelle de Belgique
- 1933 — The Bryozoan Fauna of the Vincentown Limesand